# Il pleut dans la maison
Il pleut dans la maison (dt.: „Es regnet im Haus“) ist ein Spielfilm von Paloma Sermon-Daï aus dem Jahr 2023. Das Drama stellt zwei jugendliche Geschwister in den Mittelpunkt, die einen Sommer lang auf sich allein gestellt sind. Die Hauptrollen übernahmen die Laiendarsteller Makenzy und Purdey Lombet. Das Werk wird im Mai 2023 im Rahmen des Filmfestivals von Cannes uraufgeführt.

## Handlung
Während eines heißen und stürmischen Sommers an einem bei Touristen beliebten See müssen die 17-jährige Purdey und ihr zwei Jahre jüngerer Bruder Makenzy allein für ihren Lebensunterhalt sorgen. Purdy arbeitet in einem Hotel, während Makenzy etwas Geld damit verdient, Touristen zu bestehlen. Von ihrer Mutter verlassen, bewohnen sie das heruntergekommene Einfamilienhaus der Familie. Zwischen jugendlicher Sorglosigkeit und der Härte der Erwachsenenwelt hin und her schwankend, müssen sie lernen, sich gegenseitig zu unterstützen.

## Hintergrund
Il pleut dans la maison ist das Spielfilmdebüt der preisgekrönten belgischen Kurz- und Dokumentarfilmregisseurin Paloma Sermon-Daï, die auch das Drehbuch verfasste. Für die Hauptrollen des Geschwisterpaares verpflichtete sie die tatsächlichen Geschwister und Laiendarsteller Makenzy und Purdey Lombet. Beide hatte sie bereits in ihrer Abschlussarbeit an der Filmhochschule eingesetzt, dem 20-minütigen Kurzfilm Makenzy (2017). Sermon-Daï bereitete beide mit Hilfe von Schauspiel- und Schreibworkshops intensiv auf den Beginn der Dreharbeiten vor, um Szenen zu entwickeln und Dialoge anzupassen. Trotz alledem setzte Sermon-Daï während der Dreharbeiten auch auf Improvisation. So finden sich mehrere Sequenzen in dem finalen Film, die nicht im Drehbuch standen.
Als Drehort diente das Seengebiet Eau d’Heure in der Wallonie, das von hoher Arbeitslosigkeit aber auch viel Tourismus geprägt ist. Als Kameramann fungierte Frédéric Noirhomme. Die Dreharbeiten wurden Ende August 2022 beendet. Produziert wurde Sermon-Daïs Film unter anderem von Sébastien Andres und Alice Lemaire für die Gesellschaft Michigan Films, sowie von Kidam & Visualantics. Finanziell unterstützt wurde das Projekt vom Centre du Cinéma et de l’Audiovisuel de la Fédération Wallonie-Bruxelles, Shelter Prod, Wallonie Image Production (WIP), Centre du cinéma et de l’image animée, Vlaams Audiovisueel Fonds, RTBF und Proximus.

## Veröffentlichung
Die Premiere von Il pleut dans la maison ist im Mai 2023 im Rahmen der Filmfestspielen von Cannes geplant, wo der Film in die Nebensektion Semaine de la critique aufgenommen wurde.

## Auszeichnungen
Mit seiner Aufnahme in die Sektion Semaine de la critique ist Il pleut dans la maison automatisch für deren Hauptpreis sowie als Regiedebüt für die Caméra d’Or nominiert.